# Fredorada de gener de 1985
La fredorada, gran fredorada o onada de fred de gener de 1985 va ser un episodi de molt baixes temperatures per invasió i estancament d'aire fred provinent de latituds més altes que va afectar especialment la part oriental de la península Ibèrica. Va afectar tot el país entre els dies 5 i 17. Va ser la segona onada de fred més important de tot el segle xx a Catalunya i la resta de la península Ibèrica, i la més important des de l'onada de fred de febrer de 1956. Des d'aleshores no hi hagut cap onada de fred que hagi superat els valors mínims de la Fredorada de 1985. Molts tarongers i oliveres varen morir per l'intens fred assolint-se temperatures inferiors als -20 °C en zones de la Catalunya Central, les Terres de Ponent i el Pirineu. Puntualment varen produir-se nevades intenses fins a nivell de mar al sud de la Costa Brava registrant-se 37 cm a Calella de Palafrugell el 13 de gener de 1985.

## Descripció
L'onada de fred va començar el 5 de gener i es va allargar fins al 17 de gener, a conseqüència de dues invasions consecutives d'aire siberià procedent del Nord-est d'Europa. Coincidint amb l'inici de l'onada de fred es va produir una curta però forta nevada la nit de Reis que va agafar pràcticament a tot arreu amb gruixos entre 1 i 15 cm. Fins i tot la ciutat de Barcelona va quedar tota blanca amb una capa d'entre 1 i 7 cm aquella nit de Reis. Els dies posteriors van tornar a produir-se nevades però de caràcter aïllat a diferents punts del país acumulant-s'hi entre 1 i 10 cm. Entre l'11 i el 15 de gener, coincidint amb la segona entrada d'aire fred, una nova tongada de nevades, localment més intenses, va tornar a deixar blanc gran part del país amb gruixos màxims d'entre 20 i 50 cm a diferents punts del territori: 30 cm a Jafre i 23 cm a Arenys de Mar el dia 12, 37 cm a Calella de Palafrugell el dia 13, 45 cm al Turó de l'Home el dia 14 i 25 cm a Sant Feliu de Guíxols el dia 15. Aquesta vegada la neu només va agafar a la part alta de la ciutat de Barcelona.
Durant la fredorada va arribar a glaçar a tot el país així com a la resta de territoris de parla catalana. Fins i tot al centre de la ciutat de Barcelona, indret molt poc propens a glaçar, van registrar-se diversos dies amb mínimes negatives. La major part de la península Ibèrica i les Illes Balears enregistraren entre el 15-16 de gener de 1985 les temperatures més baixes del mes i algunes estacions la més baixa observada en qualsevol dia de gener des de la seva posada en funcionament. El dia 17 una ventada va desplaçar l'aire fred i sec continental passant a dominar una massa d'aire atlàntic més temperat i humit finalitzant així l'onada de fred.
Els valors mínims de temperatura van assolir-se tant a alta muntanya com a la depressió Central, ja que la contínua entrada d'aire fred va facilitar que se n'acumulés molt especialment a les fondalades de l'interior i que tinguessin lloc inversions tèrmiques molt marcades quan encalmava el vent. La temperatura més baixa registrada a la Xarxa d'Observadors de Catalunya va ser a l'Estació d'esquí de Vallter 2000, a uns 2.164 m d'altitud, amb -23 °C el 15 de gener de 1985. A cavall de la Noguera i l'Urgell, així com al Bages, les temperatures van ser puntualment inferiors als -21 °C. Malauradament als anys 80 del segle passat només hi havia dues estacions per damunt dels 2.000 m, però és molt probable que a les cotes més altes del Pirineu els valors mínims durant aquesta gran fredorada superessin els -25 °C. Al litoral també es van donar glaçades importants.

## Situació meteorològica
Durant aquells dies de gener de 1985 es van produir dues invasions d'aire siberià a Catalunya, la primera d'elles amb un valor mínim de -14 °C a 850 hPa el dia 6 i -15 °C el dia 9; i la segona amb -16 °C el dia 15. Durant 13 dies consecutius la temperatura a 850 hPa va estar per sota de -5 °C sobre la vertical de Catalunya. L'entrada d'aquestes masses d'aire tan fred es va veure afavorida per la presència d'un potent anticicló situat inicialment a Islàndia, el qual va anar desplaçant-se i enfortint-se cap a les Illes Britàniques i posteriorment Escandinàvia amb pressions superiors a 1044 hPa el dia 15. L'anticicló va comportar, en superfície i 850 hPa, una circulació de vents de component entre nord i est. Aquesta circulació es va veure reforçada per una àmplia zona de baixes pressions a tota la Mediterrània, des de l'Atlàntic fins al Pròxim Orient. La situació es va perllongar durant gairebé dues setmanes facilitant la contínua arribada d'aire fred siberià al nostre territori. Depenent de si la procedència del vent era més continental o més marítima, aquesta circulació va poder afavorir les nevades comentades, tant la nit i dia de Reis, com entre els dies 11 i 15. Els valors més baixos a les diferents estacions manuals es van donar coincidint amb una de les dues puntes de l'entrada d'aire fred, o bé els dies 7-9 o bé els dies 14-16. El debilitament i moviment més cap al nord de l'anticicló escandinau i l'apropament d'una profunda borrasca a la península Ibèrica amb vents del sud-oest va tallar l'entrada d'aire fred a Catalunya, desplaçant la massa d'aire fred i sec continental i donant per finalitzada la fredorada.
En els següents mapes es mostren les reanàlisis del 20CRP (NCAR-NCEP, EUA) per al 05/01/1985 a les 18UTC (mapes de l'esquerra) i 15/01/1985 a les 00 UTC (mapes de la dreta) dels camps d'alçada geopotencial i temperatura a 500 hPa (imatges superiors) i a 850 hPa (imatges centrals), així com els camps de pressió al nivell del mar en superfície i de temperatura a 2 m (imatges inferiors). S'han escollit aquests dos dies per ser els més representatius de l'onada de fred: el primer coincideix amb l'inici de la fredorada i les nevades generalitzades, i el segon indica la màxima entrada d'aire fred a 850 hPa.
Les dues onades de fred del mes de gener de 1985 van comportar una important anomalia tèrmica a 850 hPa a la península Ibèrica, sobretot al seu quadrant nord-est, i a gran part d'Europa. També destaca una important anomalia de l'alçada geopotencial a 850 hPa, que és positiva sobre Islàndia i negativa a gran part del sud i centre d'Europa. Es van assolir valors mensuals de temperatura a 850 hPa inferiors a 4,5 °C respecte a la mitjana climàtica del període 1948-2014, sobre la vertical de Catalunya; i inferiors als 6 °C al sud de Finlàndia. El camp mitjà de l'alçada geopotencial a 850 hPa també mostra un clar domini en la circulació de vents de component nord a l'Europa Occidental, afavorint-se així l'entrada d'aire fred polar o siberià cap a l'Europa Occidental i la península Ibèrica durant gran part del mes. Aquesta configuració és molt diferent a la predominant durant el mes de gener a tota l'Europa Occidental, amb una circulació de vents de component majoritàriament de l'oest.

## Danys
La Gran Fredorada de 1985 es coneix també amb el nom de rebenta-canonades perquè la congelació de l'aigua a les canonades va causar el trencament de les mateixes a moltes llars del país, comportant fins i tot el tall de subministrament. També es van produir talls de subministrament elèctric produïts per la gran demanda de consum derivada del fred intens.
A la Catalunya Central, les Terres de Ponent i el Pirineu varen estar dues setmanes sota la neu i el glaç, amb moltes riberes i cursos d'aigua congelats. Per exemple, a la ciutat de Girona el brollador, el canal de la Devesa i una part del riu Onyar, van romandre glaçats al llarg de 12 dies. A la ciutat de Lleida va glaçar (màximes inferiors o iguals a 0 °C) durant vuit dies consecutius, del 6 al 13 de gener. Fins i tot a la part alta de la ciutat de Barcelona van glaçar-se molts carrers produint-se un total de 154 accidents de trànsit que van deixar una setantena de ferits.
Els danys a l'agricultura varen ser molt importants, ja que el fred va provocar la mort d'arbres fruiters com ara tarongers de les Terres de l'Ebre i sobretot del País Valencià, oliveres de la Catalunya Central i les Terres de Ponent o fins i tot pins al Bages. La dada més negativa, però, són les trenta-vuit persones que van morir per congelació en el conjunt de l'estat espanyol, on les pèrdues agrícoles globals es van valorar en uns 40.000 milions de les antigues pessetes (uns 241 milions d'euros), concentrades bàsicament al País Valencià i Múrcia.

## Algunes temperatures mínimes
- Sant Sebastià: -9 °C
- Vitòria: -17 °C
- Pamplona: -15 °C
- Àvila: -16 °C
- Granada: -10 °C
- Girona: -13 °C
- Lleida: -14 °C
- Tortosa (Roquetes): -2,8 °C
- Turó de l'Home: -16,2 °C
- Barcelona: -5,6 °C

Com es pot observar la temperatura mínima del Montseny-Turó de l'Home a 1700 m d'altitud (-16,2 °C), només és 2 graus inferior a la de Lleida a 200 m d'altitud (-14 °C). Això s'explica per la inversió tèrmica que hi va haver una vegada el vent va quedar encalmat.